# Вюртемберг
48°46′43″ пн. ш. 9°10′46″ сх. д. / 48.7786° пн. ш. 9.17944° сх. д.
Вю́ртемберг (нім. Württemberg) — історична область на південно-заході Німеччини, частина регіону Швабія, центральним містом якої протягом тривалого часу лишався Штутгарт.

## Історія
Дім Вюртембергів вперше появився на історичній арені в XI столітті. Першим відомим представником дому був Конрад I. В XII столітті Вюртемберги отримали титул графів.
Від початку утворення (1495 рік) герцогство, а з 1806 року королівство. Після ліквідації монархії 1918 року стала вільною народною державою у складі Веймарської республіки. З 1952 року перебуває у складі федеральної землі Баден-Вюртемберг.
На честь цієї місцевості названо астероїд 5904 Вюрттемберг.
- - Вюртемберзьке графство
  - 1250–1803: Вюртемберзьке герцогство
  - 1803—1806: Вюртемберзьке курфюрство
  - 1806—1918: Вюртемберзьке королівство
  - 1918—1945: Вільна народна держава Вюртемберг
  - Баден-Вюртемберг — федеральна земля.